# رومئو دالر
رومئو دالر (انگلیسی: Roméo Dallaire؛ زادهٔ ۲۵ ژوئن ۱۹۴۶) فرمانده نظامی و سیاست‌مدار اهل کانادا است.
وی همچنین برندهٔ جوایزی همچون جایزه آزادی شده‌است.